# ユングフラウ鉄道Bhe 4/8形電車
Bhe 4/8形は、スイスの登山鉄道であるユングフラウ鉄道に在籍する電車の形式。バリアフリーや快適性の向上を図った車両で、2016年から営業運転を開始した。

## 概要
スイスの登山鉄道であるユングフラウ鉄道は、2013年に路線の近代化や旧型車両の置き換えを目的にシュタッドラー・レールへ向けて、歴代の車両から数えて4代目にあたる新型電車を発注した。これがBhe 4/8形である。
両運転台式の3車体連接車で、車内にはバリアフリー向上を目的とした低床部分が乗降扉付近に3箇所設置されている。営業運転時における最高速度は従来の車両から向上した33 km/hで、後述する新ダイヤに合わせた高速運転が可能となっている。また、車内の床にはカーペットが、座席には革製のヘッドレストが採用されている他、空気ばねを取り入れた台車による乗り心地の改善、断熱材を使用した車体、大きな窓など、列車を利用する観光客の快適性向上が様々な面から図られているのも特徴である。
4両（221 - 224）が製造されており、2016年8月25日に出発式が行われた後、2016/2017年の冬ダイヤに合わせて営業運転に投入されている。

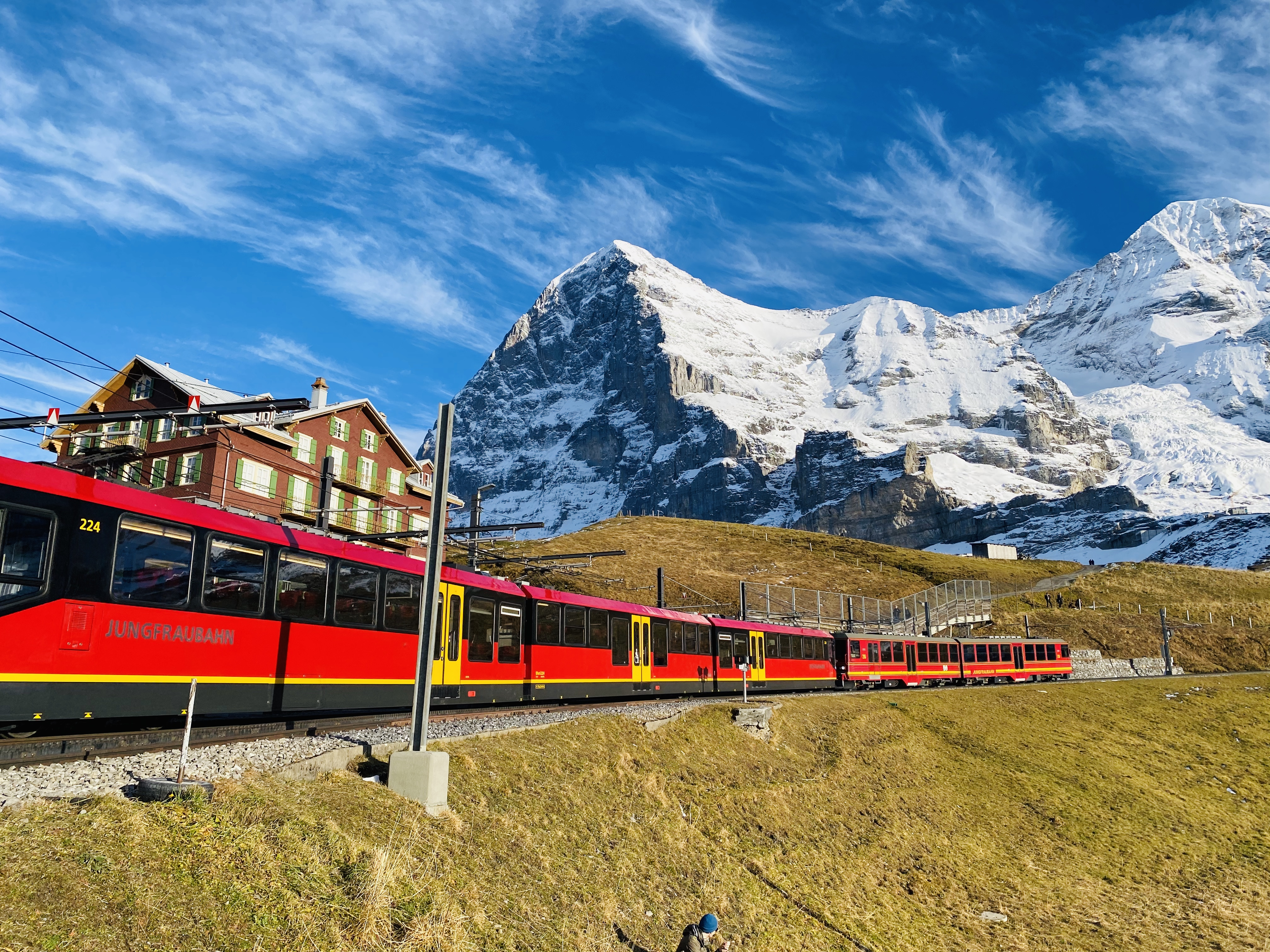
三世代目の電車（ドイツ語版）と編成を組むBhe 4/8形（左） （2020年撮影）